# Лівобережна (зупинний пункт, Росія)
Лівобережна (рос. Левобережная; до 2016 року — Лівобережжя, рос. Левобережье) — зупинний пункт на Жовтневій залізниці на дистанції Москва — Твер, у складі лінії МЦД-3.
Розташований в місті Хімки Московської області між станціями Ховрино та Хімки. Знаходиться в лісопарковій зоні між МКАДом та каналом імені Москви.
Лівобережжя - перший за межею м Москви зупинний пункт електропоїздів Ленінградського напрямку.
Вихід до Лівобережному мікрорайону м Хімки. Неподалік також розташовані московський мікрорайон Західне Дегуніно, місто Долгопрудний. Поблизу платформи Лівобережжя знаходиться Московський державний університет культури і мистецтв і філія Російської державної бібліотеки. На північ від платформи залізничні колії перетинають по мосту канал імені Москви, на південь від платформи над залізничними коліями проходить естакада Московської кільцевої автомобільної дороги.
Біля платформи знаходиться кінцева зупинка автобуса 344, прямуючого до метро Річковий вокзал, а також 5 автобуса, прямуючого до ст. Хімки.

## Історія
Станція відкрита 1938 року за ініціативою Н. К. Крупської через переведення сюди Московського бібліотечного університету (нині Московський державний університет культури і мистецтв). Також станція є найближчою до корпусу Російської державної бібліотеки, де знаходиться відділ газет та дисертацій.

## Пересадки
- А: 5, 344, 1078Л, 1078, 937к